# Jan Jacobus Abspoel
Jan Jacobus Abspoel (Hazerswoude, 22 april 1917 - Zaanstad, 18 oktober 1987) was een Nederlands jurist. Hij behaalde zijn doctoraal rechten aan de Rijksuniversiteit Leiden in 1939. Abspoel werkte na de oorlog bij het tribunaal in Nijmegen, bij het Gerechtshof in Arnhem en werd in 1957 benoemd tot substituut-officier van justitie in Amsterdam. In die hoedanigheid trad hij op in het "Ezelsproces" tegen Gerard Reve in 1966 en in de zaak van de bezetting van het Maagdenhuis in 1969. In 1974 werd Abspoel benoemd tot officier van justitie in Amsterdam, en twee jaar later tot hoofdofficier in Alkmaar. Tussen 1982 en 1987 was hij rechter-plaatsvervanger in de arrondissementen Haarlem en Den Haag.
Hij beschreef zijn ervaringen in de verschillende rechtbanken een jaar lang als columnist in dagblad De Tijd en later in het boek Studenten, moordenaars en ander volk (1979).
Abspoel was Ridder in de Orde van de Nederlandse Leeuw.

## Publicaties
- J.J. Abspoel: Studenten, moordenaars en ander volk. Kritische kanttekeningen van een officier van justitie. Ede,  L.J. Veen, 1979. ISBN 90-204-3181-1
- J.J. Abspoel: Tralies zijn geen medicijn. Bespiegelingen van een strafrechter. Utrecht, Veen, 1985. ISBN 90-204-2219-7